# Clásica San Sebastián 2022
De wielerwedstrijd Clásica San Sebastián werd in 2022 gehouden op 30 juli en was onderdeel van de UCI World Tour 2022. Voor de mannen was het de 41e editie. De wedstrijd werd in 2021 bij de mannen gewonnen door de Amerikaan Neilson Powless. In 2022 won Remco Evenepoel voor de tweede keer de Clásica San Sebastián. Tijdens de beklimming van de Erlaitz reed Evenepoel zijn concurrenten uit het wiel en won de koers na een solo van 45 kilometer.

## Mannen

### Uitslag
| Plaats  | Naam                     | Ploeg                              | Tijd     |
| ------- | ------------------------ | ---------------------------------- | -------- |
| Winnaar | Remco Evenepoel          | Quick Step-Alpha Vinyl             | 5u31'44" |
| 2       | Pavel Sivakov            | INEOS Grenadiers                   | + 1'58"  |
| 3       | Tiesj Benoot             | Team Jumbo-Visma                   | + 2'31"  |
| 4       | Bauke Mollema            | Trek-Segafredo                     | + 3'11"  |
| 5       | Carlos Rodríguez         | INEOS Grenadiers                   | z.t.     |
| 6       | Simon Yates              | Team BikeExchange Jayco            | + 3'28"  |
| 7       | Toms Skujiņš             | Trek-Segafredo                     | + 4'09"  |
| 8       | Mattias Skjelmose Jensen | Trek-Segafredo                     | z.t.     |
| 9       | Rigoberto Urán           | EF Education-EasyPost              | z.t.     |
| 10      | Lorenzo Rota             | Intermarché-Wanty-Gobert Matériaux | z.t.     |

1981 · 1982 · 1983 · 1984 · 1985 · 1986 · 1987 · 1988 · 1989 · 1990 · 1991 · 1992 · 1993 · 1994 · 1995 · 1996 · 1997 · 1998 · 1999 · 2000 · 2001 · 2002 · 2003 · 2004 · 2005 · 2006 · 2007 · 2008 · 2009 · 2010 · 2011 · 2012 · 2013 · 2014 · 2015 · 2016 · 2017 · 2018 · 2019 · 2020 · 2021 · 2022 · 2023 · 2024
Ronde van de Verenigde Arabische Emiraten ·
Omloop Het Nieuwsblad ·
Strade Bianche ·
Parijs-Nice · 
Tirreno-Adriatico · 
Milaan-San Remo ·
Ronde van Catalonië ·
Driedaagse Brugge-De Panne ·
E3 Saxo Bank Classic ·
Gent-Wevelgem ·
Dwars door Vlaanderen ·
Ronde van Vlaanderen ·
Ronde van het Baskenland ·
Amstel Gold Race ·
Parijs-Roubaix ·
Waalse Pijl ·
Luik-Bastenaken-Luik ·
Ronde van Romandië ·
Eschborn-Frankfurt ·
Ronde van Italië ·
Critérium du Dauphiné ·
Ronde van Zwitserland ·
Ronde van Frankrijk ·
Clásica San Sebastián ·
Ronde van Polen ·
BEMER Cyclassics ·
Bretagne Classic ·
Benelux Tour ·
Ronde van Spanje ·
GP van Quebec · 
GP van Montreal · 
Ronde van Lombardije ·
Ronde van Guangxi ·